# Kanton Chaource
Kanton Chaource (fr. Canton de Chaource) byl francouzský kanton v departementu Aube v regionu Champagne-Ardenne. Tvořilo ho 25 obcí. Zrušen byl po reformě kantonů 2014.

## Obce kantonu
- Avreuil
- Balnot-la-Grange
- Bernon
- Chaource
- Chaserey
- Chesley
- Coussegrey
- Cussangy
- Étourvy
- Les Granges
- Lagesse
- Lantages
- Lignières
- La Loge-Pomblin
- Les Loges-Margueron
- Maisons-lès-Chaource
- Metz-Robert
- Pargues
- Praslin
- Prusy
- Turgy
- Vallières
- Vanlay
- Villiers-le-Bois
- Vougrey